# Marius Solvik
Marius Solvik (geboren am 30. September 2001) ist ein norwegischer Nordischer Kombinierer.

## Werdegang
Marius Solvik trat 2017 im Nachwuchsbereich erstmals bei internationalen, von der Fédération Internationale de Ski organisierten Wettbewerben in Erscheinung. Am 17. Februar 2019 gab er in Rena sein Debüt im Continental Cup der Nordischen Kombination. Mit dem 32. Platz blieb er dabei erst einmal noch ohne Wertungspunkte.
Fast ein Jahr später erreichte er am 25. Januar 2020 wiederum in Rena als Neunter seine ersten Continental-Cup-Punkte. Am darauffolgenden Tag erzielte er mit dem sechsten Rang im zweiten Wettbewerb von Rena eine weitere Punkteplatzierung. Im Gesamt-Continental-Cup 2019/20 brachte ihm diese Ergebnisse den 46. Platz ein.
Solvik nahm an den Nordischen Junioren-Skiweltmeisterschaften 2020 in Oberwiesenthal teil. Im in der Gundersen-Methode ausgetragenen Einzelwettkampf von der Normalschanze kam er auf den 39. Platz. Gemeinsam mit Emil Ottesen, Sebastian Østvold und Andreas Skoglund gewann er im Teamwettkampf die Bronzemedaille.
Es dauerte es bis zum 18. Februar 2023, als Solvik mit einem zehnten Platz bei einem Gundersen-Wettkampf in Rena die nächste Punkteplatzierung im Continental Cup erreichte. Im Continental Cup der Nordischen Kombination 2022/23 lag er am Saisonende auf dem 19. Platz der Gesamtwertung. Darüber hinaus startete er im Winter 2022/23 bei einem Wettbewerb in Oslo am 11. März 2023 zum ersten Mal im Weltcup der Nordischen Kombination. Er kam auf dem 37. Platz ins Ziel. Im Gesamtweltcup blieb er in dieser Saison noch ohne Punkte.
In der Continental-Cup-Saison 2023/24 erlangte Marius Solvik am 12. Januar 2024 bei einem Supersprint in Trondheim seinen ersten Tagessieg in dieser Wettbewerbsserie. Zwei Tage später erreichte er als Zweiter in einem Gundersen-Wettbewerb an gleicher Stelle eine weitere Podiumsplatzierung. In der Gesamtwertung erzielte er mit dem fünften Rang sein bis dahin bestes Resultat. Im Weltcup der Nordischen Kombination 2023/24 gewann er in Oslo und Trondheim erste Weltcuppunkte, die ihm den 61. Platz im Gesamtweltcup einbrachten.

## Erfolge
Continental-Cup-Siege im Einzel
| Nr. | Datum           | Ort       | Disziplin   |
| --- | --------------- | --------- | ----------- |
| 01. | 12. Januar 2024 | Trondheim | Supersprint |

## Statistik

### Weltcup-Platzierungen
| Saison  | Platz | Punkte |
| ------- | ----- | ------ |
| 2023/24 | 61.   | 012    |

### Continental-Cup-Platzierungen
| Saison  | Platz | Punkte |
| ------- | ----- | ------ |
| 2019/20 | 46.   | 069    |
| 2022/23 | 19.   | 156    |
| 2023/24 | 05.   | 627    |